# أكاداما

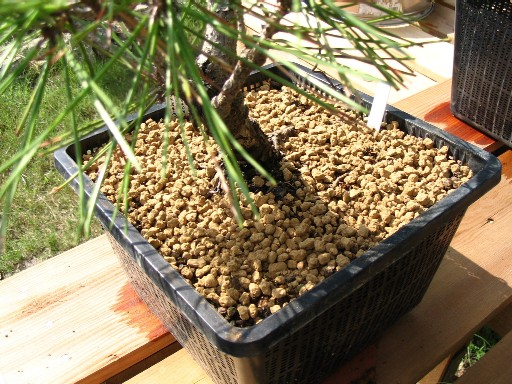
أكاداما الجافة

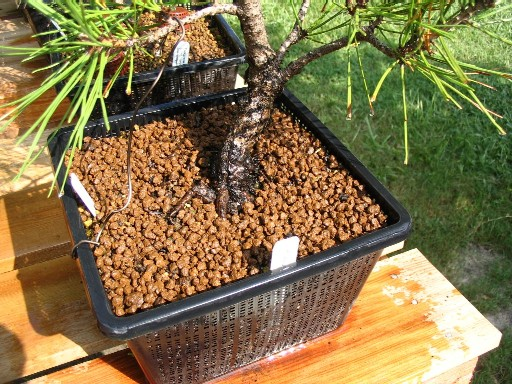
أكاداما الرطب

أكاداما (赤玉土 akadamatsuchi)،عبارة عن معدن يشبه الطين يستخدم كتربة لأشجار البونساي وغيرها من النباتات المزروعة في الحاويات. يتم استخراجه من السطح، وغربلته وتعبئته على الفور، ويتم توفيره بدرجات مختلفة؛ تعتبر الدرجات العميقة أكثر صلابة إلى حد ما وأكثر فائدة في البستنة من الدرجات الأكثر ليونة والضحلة. قد يعمل أكاداما أيضًا كأحد مكونات وسط النمو عند دمجه مع عناصر أخرى مثل الرمل أو اللحاء السماد أو الخث أو الحمم البركانية المسحوقة. يصبح اللون داكنًا عندما يكون رطبًا مما يمكن أن يساعد المزارع في تحديد وقت سقي الشجرة.
في حين أن الأكاداما أكثر تكلفة من مكونات التربة البديلة، إلا أنه يحظى بتقدير العديد من المزارعين لقدرته على الاحتفاظ بالمياه والمواد المغذية مع توفير المسامية والصرف المجاني. على الرغم من كل صفاتها، يعتبر العديد من مزارعي البونساي أن تكلفة الأكاداما باهظة أو غير ضرورية. لا يزال مزارعون آخرون يزعمون أنه عند تعرضهم لمناخ بارد ورطب، تتحلل الحبيبات تدريجياً إلى جزيئات أصغر تمنع التصريف، وهي سمة غير مرغوب فيها لتربة البونساي. يمكن تجنب هذه المشكلة إما عن طريق دمج الرمل أو الحصى في مزيج التربة، أو باستخدام الدرجات الأكثر صلابة.

## أصل
بسبب النشاط البركاني، تتمتع اليابان بموارد بركانية غنية. بعد الانفجارات البركانية، تتراكم الصخور البركانية والخفاف بالقرب من البركان. تم تطوير العديد من المنتجات البستانية المعتمدة على هذه المواد في اليابان، اثنان منها هما تربة أكاداما وكانوم.

## حجم ومكونات
تختلف المقاسات بين الشركات رفيع: 1-3 مم صغير: 4-7ｍｍ متوسط: 7-14ｍｍ كبير: 15-25ｍｍ
تشمل المكونات ثاني أكسيد السيليكون SiO 2 42.7%، وأكسيد الكالسيوم CaO 0.98%، وأكسيد المغنسيوم MgO 2.5%، وأكسيد المنغنيز MnO 0.15%، وأكسيد الحديد Fe 2 O 3 8.4%، وأكسيد الألومنيوم Al 2 O 3 25.1%.
لديه درجة الحموضة 6.9 والتوصيل 0.052 مللي ثانية / سم.

## استخدامات
يستخدم  في زراعة النباتات. يمكن استخدامه بمفرده أو خلطه كتعديل لركائز التربة الأخرى مثل صخور الحمم البركانية، والخفاف، والحجر، والطحالب، واللحاء، وما إلى ذلك. ويتم توفيره بأحجام مختلفة بما في ذلك "Shohin" (أقل من 1/16 بوصة)، "صغير" (1/16 بوصة إلى 1/4 بوصة)، و"متوسط" (1/4 بوصة إلى 1/2 بوصة). جميع الأحجام مناسبة للعديد من أنواع النباتات في الأصيص، ولكن على وجه الخصوص، يعتبر الشوهين أو الصغير هو الخيار المفضل للصبار والنباتات النضرة.